# Председнички избори у САД 1908.
Председнички избори у САД 1908. су били 31. избори по редоследу, и одржани су у уторак 3. новембра 1908. Секретар за рат и кандидат Републиканске странке Вилијам Хауард Тафт је победио кандидата Демократске странке Вилијама Џенингса Брајана, који је до тада био 2 пута номинован за различите председничке изборе.
Популарни актуелни председник Теодор Рузвелт је одржао своје обећање и није конкурисао за свој трећи мандат, и убедио је у то време свог блиског пријатеља Тафта да постане његов наследник. Уз Рузвелтову подршку Тафт је веома лако победио у прелиминарним изборима Републиканске странке. Демократска странка је, након тешког пораза у претходним председничким изборима 1904. номиновала Вилијама Џенингса Брајана, кога је Вилијам Макинли поразио у изборима 1896., и изборима 1900.. Џенингс је упркос тим поразима, и политике слободног сребра која је слабила, остао веома популаран међу либералнијим и популистичнијим деловима Демократске странке.
Ово су били последњи избори на којима Аризона и Њу Мексико нису могли да гласају на председничким изборима, јер су још увек имале статус територије САД. Њу Мексико постаје држава 6. јануара 1912., а Аризона 14. фебруара 1912.